# Maren Nyland Aardahl
Maren Nyland Aardahl, född 2 mars 1994 i Trondheim, är en norsk handbollsspelare som spelar som mittsexa.Aardahl började sin karriär som back i ungdomsåren, men omskolades senare till mittsexa. 

## Klubbkarriär
Maren Nyland Aardahl började spela handboll i födelsestaden i norska toppklubben Byåsen IL, där hon 2012 debuterade i klubben A-lag. Med Byåsen vann hon ett silver 2016 i norska mästerskapet. Sommaren 2019 bytte mittsexan till tyska SG BBM Bietigheim. Efter ett år valde hon säsongen 2020-2021 rumänska SCM Râmnicu Vâlcea. Inför säsongen 2021 anslöt hon till danska toppklubben Odense Håndbold där hon utvecklades och sedan fick chansen i landslaget.

## Landslagskarriär
Aardahl spelade 8 landskamper för norska u-17 landslaget och stod för 6 mål. I det äldre U-19 landslaget gjorde hon17 landskamper med 10 mål antecknade. 2014 kom Norge nia vid  U-20 VM 2014. Den 10 oktober 2021 gjorde hon sin officiella debut i det norska A-laget mot Slovenien och blev sedan uttagen till handbolls-VM i Spanien 2021. Hon vann damernas VM 2021 med Norge i Spanien - efter en finalseger över Frankrike med 29–22. Äret efter vann hon EM med Norge och vid OS i Paris 2024 vann hon guldmedaljen med Norge och har alltså vunnit alla mästerskapsguld som går att vinna med norska landslaget.
Aardahl har också spelat i mästerskap för Norge i beachandboll och blivit europamästare 2017.